# الرجل الهاوي

الرجل الهاوي

الرجل الهاوي وتُعرف أيضًا باسمِ الرجل الساقط (بالإنجليزية: The Falling Man)‏ هو الوصفُ الذي أُطلق على صورة التقطها مُصوّر وكالة أسوشيتد برس ريتشارد درو لرجلٍ سقط من مركز التجارة العالمي خلال هجمات 11 سبتمبر في مدينة نيويورك. التُقطت الصورة في الساعة 9:41:15 في يومِ الهجمات؛ لكنَّ هويّة الرجل الذي يظهرُ في الصورة لا تزالُ غير مؤكدة؛ بينما المؤكَّد أنه كان من بينِ الأشخاص الذي حُوصِروا في الطوابق العليا من البرج الشمالي فقفزوا بحثًا عن الأمان أو هربًا من النار والدخان.
تُعطي الصورة انطباعًا أوليًا بأنَّ الرجل يسقطُ بشكلٍ مستقيمٍ؛ ومع ذلك فقد أظهرت سلسلةٌ من الصور الأخرى التي التُقطت لسقوطه وهو يترنَّحُ في الهواء. في حوارٍ صحفيّ في وقتٍ لاحقٍ؛ قال ريتشارد درو أن الصورة – وبعدما انتشرت بشكلٍ كبيرٍ – جذبت وابلًا من الانتقادات من القُرَّاء الذين وجدوا الصورة «مُقلقة».

## خلفية
من بين الضحايا البالغِ عددهم 2606 الذين قُتلوا داخل مركز التجارة العالمي وعلى الأرض في مدينة نيويورك خلال هجمات 11 سبتمبر؛ يُعتقد أنَّ 200 شخصًا على الأقل قد سقطوا أو قفزوا من الطوابقِ العليا ما تسبَّب في وفاتهم؛ في حين تُشير تقديراتٌ أخرى إلى أن العدد في الواقع هو 100 شخص وربما أقل. لم يتمكّنِ المسؤولون من التعرف على جثث أولئك الذين «أُجبروا» على الخروج من المباني قبل انهيار الأبراج. حُكم في جميعِ حالات الوفيات في الهجمات – باستثناء حالات الخاطفين – بأنها جرائمُ قتلٍ ولم تُعتبر حالات انتحار أو شيء من هذا القبيل. قال مكتبُ الطبيب الشرعي في مدينة نيويورك إنه لا يُصنٍّف الأشخاص الذين سقطوا خلال هجمات الحادي عشر من سبتمبر على أنهم «منتحرون»؛ ووفقًا لإيلين بوراكوف المتحدثة باسم مكتب الطبيب الشرعي فإن «المنتحر عبر القفز من فوق مبنى شاهق» هو شخصٌ يذهب إلى المكتب في الصباح وهو يعلمُ أنه سينتحر بينما أُجبر هؤلاء الأشخاص على القفز بسببِ الدخان واللهب أو بسببِ التفجيرات.

## تاريخ النشر
ظهرتِ الصورة في البداية في عددٍ من الصحف حول العالم بما في ذلك في الصفحة السابعة من عدد مجلّة نيويورك تايمز الذي صدرَ في 12 أيلول/سبتمبر 2001؛ وجاءَ في تعليق الصورة: «شخصٌ يسقطُ على رأسه بعدما قفزَ من البرج الشمالي لمركز التجارة العالمي. لقد كانَ مشهدًا مُروعًا تكرّر في لحظات بعد أن ضربت الطائرات الأبراج». لم تُنشر الصورة من بعد في نيويورك تايمز بعدما انتُقدت الجريدة بشكلٍ كبيرٍ لنشرها في المرّة الأولى لكنها عاودت الظهور بعد ست سنواتٍ من الهجوم على الصفحة الأولى من عدد مجلّة نيويورك تايمز الخاصة بتقييم ومراجعة الكُتب والتي صدرَت في في 27 أيّار/مايو 2007.

## الهوية
لم يتمّ تأكيدُ هويّة الشخص الذي ظهرُ في الصورة؛ فالعددُ الكبير من الأشخاص الذين حُوصروا في البرج صعَّب مهمة التعرف على الهواي بالرغمِ من التقاطِ عدّة صورٍ له. بعد رؤية ملصق الأشخاص المفقودين؛ اقترح مُراسل الصحيفة الكندية ذا جلوب آند ميل (بالإنجليزية: The Globe and Mail)‏ بيتر تشيني أنَّ الرجل الهاوي في الصورة ربما هو نوربرتو هيرنانديز (بالإنجليزية:  Norberto Hernandez)‏ طاهي المُعجَّنات في أحدِ المطاعم التي تقعُ على الطابق 106 من البرج الشمالي. اتفقَ بعض أفراد عائلة هرنانديز مع ما طرحهُ تشيني؛ لكن وبعد فحص تسلسل الصور بأكملهِ والتدقيقِ في تفاصيل الملابس تبيّن للعائلة أنهُ شخصٌ آخر وليسَ نوربرتو هيرنانديز فعلًا.

### جوناثان إريك بريلي
نُشرت مقالةٌ عن الرجل الهاوي في الصورة التي التقطها الصحفي الأمريكي توم جونود في عدد سبتمبر 2003 من مجلة إسكواير (بالإنجليزية: Esquire)‏. حاولَ المقالُ البحث في هويّة الرجل الهاوي وخلصَ إلى أنه رجلٌ يبلغُ من العمرِ 43 عامًا ويُدعى جوناثان بريلي حيثُ كان يعمل فنّي صوتٍ في نفس المطعم الذي كان يعملُ فيهِ هيرنانديز. حسبَ المقالة فبريلي من سُكَّان ماونت فيرنون وهو شقيقُ أليكس العضو في مجموعة فيلدج بيبيل. قِيل إنَّ بريلي كان يُعاني من الربو فكان يعلم أنه في خطرٍ عندما بدأ الدخان ينتشرُ بشكلٍ كثيفٍ في المطعم.
أيَّد مايكل لوموناكو المدير التنفيذي للمطعم الذي كان يعملُ فيه بريلي فرضيّة ما ذهبَ له كُتَّاب المقالة في مجلة إسكواير، ونفس الأمر فعلهُ شقيقُ بريلي الذي يُدعى تيموثي. لقد استطاعَ لوموناكو التعرّف على بريلي من ملابسه وشكل جسده كما تيّقن حينما رأى صورة من زاوية أخرى للرجل الهاوي وفيها يظهرُ قميصٌ برتقالي مشابه للقميصِ الذي كان يرتديه بريلي. ساعدت شقيقة بريلي التي تُدعى غويندولين هي الأخرى في تحديدِ هوية الرجل الهاوي وقد أخبرت مراسلي صحيفة صنداي ميرور: «عندما نظرتُ لأول مرة إلى الصورة [...] ورأيتُ رجلاً طويل القامة ونحيفًا؛ قلتُ إنَّ هذا جوناثان.»

## متعلقات
هذه قائمة بأفلام وكُتب صدرت تحتَ اسمِ «الرجل الهاوي» وتحكي قصّته أو جزءًا منها:
- «9/11: الرجل الهاوي»: هو فيلم وثائقي صدرَ عام 2006 للمُخرج الأمريكي هنري سينجر. يعتمدُ الفيلمُ بشكلٍ كبيرٍ على مقالة توم جونود التي نُشرت في مجلّة إسكواير؛ وقد عُرض لأوّل مرة في 16 آذار/مارس 2006 على القناة الرابعة البريطانية ثم بُث في وقتٍ لاحقٍ في أمريكا الشمالية وفي كندا وفي أكثر من 30 بلدًا آخر.
- «الرجل الهاوي»: هي رواية من تأليفِ دون ديليلو حول هجمات 11 سبتمبر؛ ويُحاول دون فيها إعادة صياغة قصّة الرجل الهاوي وما جرى حينها.[15]